# 上坂町 (名古屋市)
上坂町（かみさかちょう）は、愛知県名古屋市瑞穂区の地名。現行行政地名は上坂町1丁目及び上坂町2丁目。住居表示未実施地域。

## 地理
名古屋市瑞穂区西部に位置する。東は大喜町、西は堀田通、南は田光町、北は大喜新町に接する。

## 歴史

### 地名の由来
瑞穂町の旧字上坂による。当地が大喜に所在した「館」から見て、坂の上手だったことによるという。

### 沿革
- 1945年（昭和20年）9月26日 - 瑞穂区瑞穂町字欠上・新池下・カシ揚・上坂・柚ノ木の各一部により、同区上坂町1～2丁目として成立[1]。
- 1970年（昭和45年）10月21日 - 一部が堀田通に編入される[9]。

## 世帯数と人口
2019年（平成31年）3月1日現在の世帯数と人口は以下の通りである。
| 町丁   | 世帯数  | 人口  |
| ------ | ------- | ----- |
| 上坂町 | 248世帯 | 480人 |

### 人口の変遷
国勢調査による人口の推移
| 1950年（昭和25年） | 1,594人 | [ 10 ] |  |
| 1955年（昭和30年） | 1,641人 | [ 10 ] |  |
| 1960年（昭和35年） | 1,657人 | [ 11 ] |  |
| 1965年（昭和40年） | 1,463人 | [ 11 ] |  |
| 1970年（昭和45年） | 1,246人 | [ 12 ] |  |
| 1975年（昭和50年） | 1,078人 | [ 12 ] |  |
| 1980年（昭和55年） | 932人   | [ 13 ] |  |
| 1985年（昭和60年） | 749人   | [ 13 ] |  |
| 1990年（平成2年）  | 632人   | [ 14 ] |  |
| 1995年（平成7年）  | 581人   | [ 15 ] |  |
| 2000年（平成12年） | 527人   | [ 16 ] |  |
| 2005年（平成17年） | 513人   | [ 17 ] |  |
| 2010年（平成22年） | 506人   | [ 18 ] |  |

## 学区
市立小・中学校に通う場合、学校等は以下の通りとなる。また、公立高等学校に通う場合の学区は以下の通りとなる。
| 番・番地等 | 小学校               | 中学校               | 高等学校 |
| ---------- | -------------------- | -------------------- | -------- |
| 全域       | 名古屋市立堀田小学校 | 名古屋市立田光中学校 | 尾張学区 |

## その他

### 日本郵便
- 郵便番号 : 467-0821[4]（集配局：瑞穂郵便局[21]）。